# Christopher Atkins
Pour les articles homonymes, voir Atkins.
Christopher Atkins est un acteur américain, né le 21 février 1961 à Rye dans l'état de New York, sacré star grâce au film Le Lagon bleu face à Brooke Shields en 1980.

## Biographie

### Carrière
Après le triomphe de son premier film, Christopher Atkins tourne en vedette un téléfilm avec Diane Lane et pour le grand écran The Pirate Movie de Ken Annakin avec Kristy McNichol et Strip Academy de John G. Avildsen face à Lesley Ann Warren. Ce dernier inspire sans nul doute les producteurs de Dallas qui l'engagent pour jouer le juvénile amant de Sue Ellen (Linda Gray) durant la saison 1983-1984.
Après cette expérience, Atkins tourne encore Falco Terror de René Cardona Jr. en 1987 et Mortuary Academy. Mais il est déjà éclipsé par le très jeune Kirk Cameron dans Listen to Me en 1989. Il côtoie Julian McMahon sur Wet and Wild Summer! (1992) et participe au film Les Voyous mis en scène par Carlos Saura, sorti l'année suivante.
Atkins n'a jamais cessé de tourner, passant de la comédie familiale à l'horreur (13th Child en 2002 avec Cliff Robertson et Lesley-Anne Down) et au thriller (Lima: Breaking the Silence en 1999, de Menahem Golan), de Payback II (2007) au côté d'Angie Everhart à Exodus Fall (2011) face à Rosanna Arquette. Il participe même au téléfilm Les naufragés du lagon bleu (2012), remake de son grand succès.

## Filmographie

### Cinéma
- 1980 : Le Lagon bleu (The Blue Lagoon) de Randal Kleiser : Richard Lestrange
- 1982 : The Pirate Movie de Ken Annakin : Frederic
- 1983 : A Night in Heaven de John G. Avildsen : Rick Monroe
- 1987 : Falco Terror (El ataque de los pajaros) de René Cardona Jr. : Peter
- 1988 : Mortuary Academy (en) de Michael Schroeder : Max Grimm
- 1989 : Une chance pour tous (Listen to Me) de Douglas Day Stewart : Bruce Arlington
- 1990 : Fatal Charm de Fritz Kiersch : Adam Brenner
- 1990 : Shakma de Tom Logan (en) : Sam
- 1991 : King's Ransom : Spence
- 1992 : Wet and Wild Summer! : Bobby McCain
- 1993 : Die Watching (en) (téléfilm) : Michael Terrence
- 1993 : Dracula Rising de Fred Gallo : Vlad
- 1993 : Les voyous (¡Dispara!) de Carlos Saura : Spence
- 1993 : Shoot de Tom Logan (en) et Hugh Parks : Spence
- 1994 : Trigger Fast de David Lister : Dusty Fog
- 1994 : Signal One (en) de Rob Stewart[Lequel ?] : Martin Bullet
- 1995 : Smoke n Lightnin de Mike Kirton : Lightnin'
- 1995 : Shadowchaser 3 de John Eyres : Snake
- 1996 : Le Dernier Anniversaire (It's My Party) de Randal Kleiser : Jack Allen
- 1997 : Mutual Needs de Robert Angelo : Andrew
- 1998 : La petite licorne (The Little Unicorn) : PC Sid Edwards
- 1998 : Lima: Breaking the Silence (en) de Menahem Golan : Jeff
- 1999 : Deadly Delusions de Mitchel Matovich : Sam Gitlin
- 2000 : Stagehost : Matthew Bronson
- 2000 : Civility de Caesar Cavaricci : Alfred Russo
- 2001 : Title to Murder (en) de Stephen Furst : Paul Shaughnessy
- 2002 : Tequila Express de David Starr : David Manning
- 2002 : The Color of Water de Reebie Sullivan : Clay
- 2002 : The Stoneman d'Ewing Miles Brown (en) : Kip Hollings
- 2002 : The Employee of the Month de Jesse Bean : Bill
- 2002 : 13th Child (en) de Thomas Ashley et Steven Stockage : Ron
- 2003 : True Legends of the West de Bill McNally : Theodore Sutherland
- 2003 : Quigley de William Byron Hillman : Woodward Channing
- 2003 : The Librarians de Mike Kirton : Ringo
- 2006 : Payback : Sean Walker
- 2007 : Spiritual Warriors : Le roi de Sparta
- 2008 : Chinaman's Parade : Jacob
- 2008 : Blind Ambition : Wild Bill
- 2009 : Forget Me Not de Tyler Oliver : M.. Channing
- 2010 : Stained Glass Windows de William L. Brown : Détective Marshall
- 2010 : Melissa de Sphear Collins et Brittney Bomann : Ellis
- 2010 : Exodus Fall (en) d'Ankush Kohli et Chad Waterhouse : Wayne Minor
- 2010 : Serpent Rising : Daniel Dodd
- 2011 : Sedona (en) de Tommy Stovall : Pierce
- 2011 : Gathering of Heroes: Legend of the Seven Swords (en) : Garrick Grayraven
- 2011 : The Hard Ride : George Custer
- 2013 : Amy de R. P. Patnaik (en) : Chris

### Télévision
- 1977 : Les Rues de San Francisco (The Streets of San Francisco) (série télévisée) : Billy Wilson
- 1981 : Child Bride of Short Creek (en) (téléfilm) : Isaac King
- 1983-1984 : Dallas (série télévisée) : Peter Richards
- 1985 : Hôtel (série télévisée) : Jason Fielding
- 1985 : Les Filles du KGB (Secret Weapons) (téléfilm) : Allen Collier
- 1991 : Extralarge: Miami Killer (téléfilm) : Blake
- 1994 : Guns of Honor (téléfilm) : Dusty Fog
- 1996 : Les Dessous de Palm Beach (Silk Stalkings) (série télévisée) : Chance Reynolds
- 1996 : SOS dans les Rocheuses (Angel Flight Down) (téléfilm) : Jack Bahr
- 1999 : Susan (en) (Suddenly Susan) (série télévisée) : Tony
- 2001 : Le Monde des ténèbres (Dark Realm) (série télévisée) : Jack Anderson
- 2006 : Enterrés vivants (Caved In) (téléfilm) : John Palmer
- 2008 : Jurassic Commando (100 Million BC) (téléfilm) : Erik Reno
- 2012 : Les Naufragés du lagon bleu (Blue Lagoon: The Awakening) (téléfilm) : Monsieur Christiansen